# Ульстейнвик
Ульстейнвик (норв. Ulsteinvik) - город, коммерческий и административный центр муниципалитета (коммуны) Ульстейн губернии (фюльке) Мёре-ог-Ромсдал, Норвегия.
Население города по состоянию на 2009 год составляло 5,251 человек. В городе Ульстейнвик проживает 74% населения коммуны Ульстейн.
Город расположен на западной стороне острова Hareidlandet, в 23 километрах на юг от города  Олесунн.

## Экономика
Город находится в бухте и его индустрия связана в основном с судостроением: двумя основными верфями - Ulstein Verft и Kleven Verft.
Верфь Ulstein Verft принадлежит компании Ulstein Group, которая владеет еще несколькими компаниями связанными с морской индустрией, основные из которых -  Ulstein Power & Control AS и Ulstein Design & Solutions AS.
В городе десятки связанных с морем предприятий различных размеров и принадлежащих разным фирмам, включая морское подразделение Rolls-Royce plc's.
В 2012 году Ульстейнвик был признан самым привлекательным городом Норвегии.

## Транспорт
Через город проходит Норвежская национальная дорога 61, соединяя его с коммуннами Харэйд,  Сула и городом Олесунн на севере и  коммуной Санне на юге.
Через Эйксуннский тоннель, построенный в 2008 году, город соединен с  Норвежской национальной дорогой 653.
Город обслуживается одной автобусной компанией: Fjord1 Buss Møre.
Междугородние перевозки из Ульстейнвика в Осло выполняются автобусной компанией Norway Bussekspress.
В 30 километрах от города Ульстейнвик расположен аэропорт Ørsta-Volda Airport, из которого совершаются рейсы в Аэропорт Осло. Также в 60 километрах от города расположен аэропорт Ålesund Airport, из которого выполняются, в том числе, международные рейсы.

## Спорт
«Хёдд» — норвежский футбольный клуб, является обладателем Кубка Норвегии 2012 года.

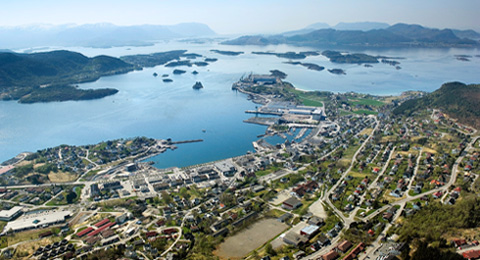
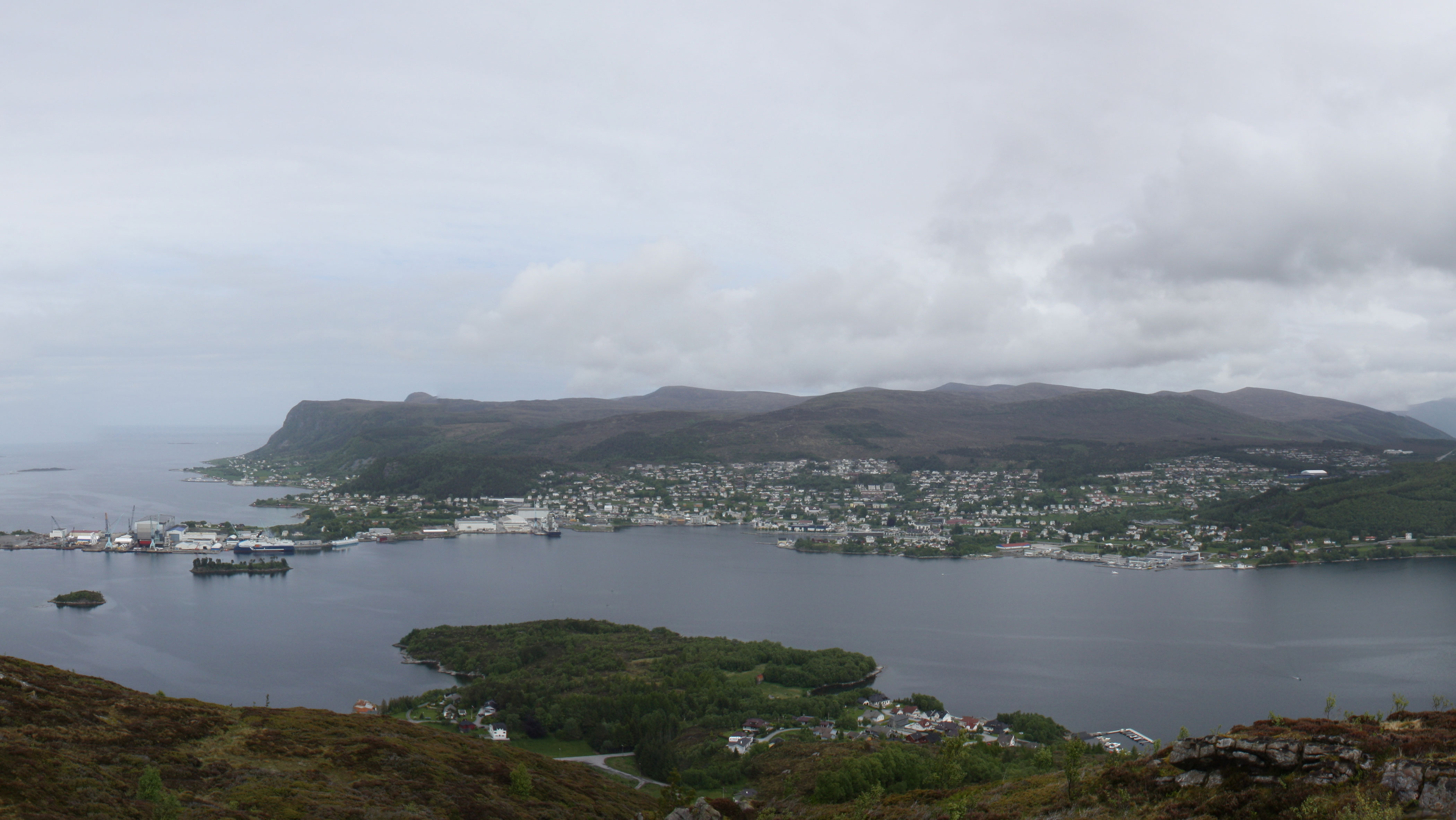
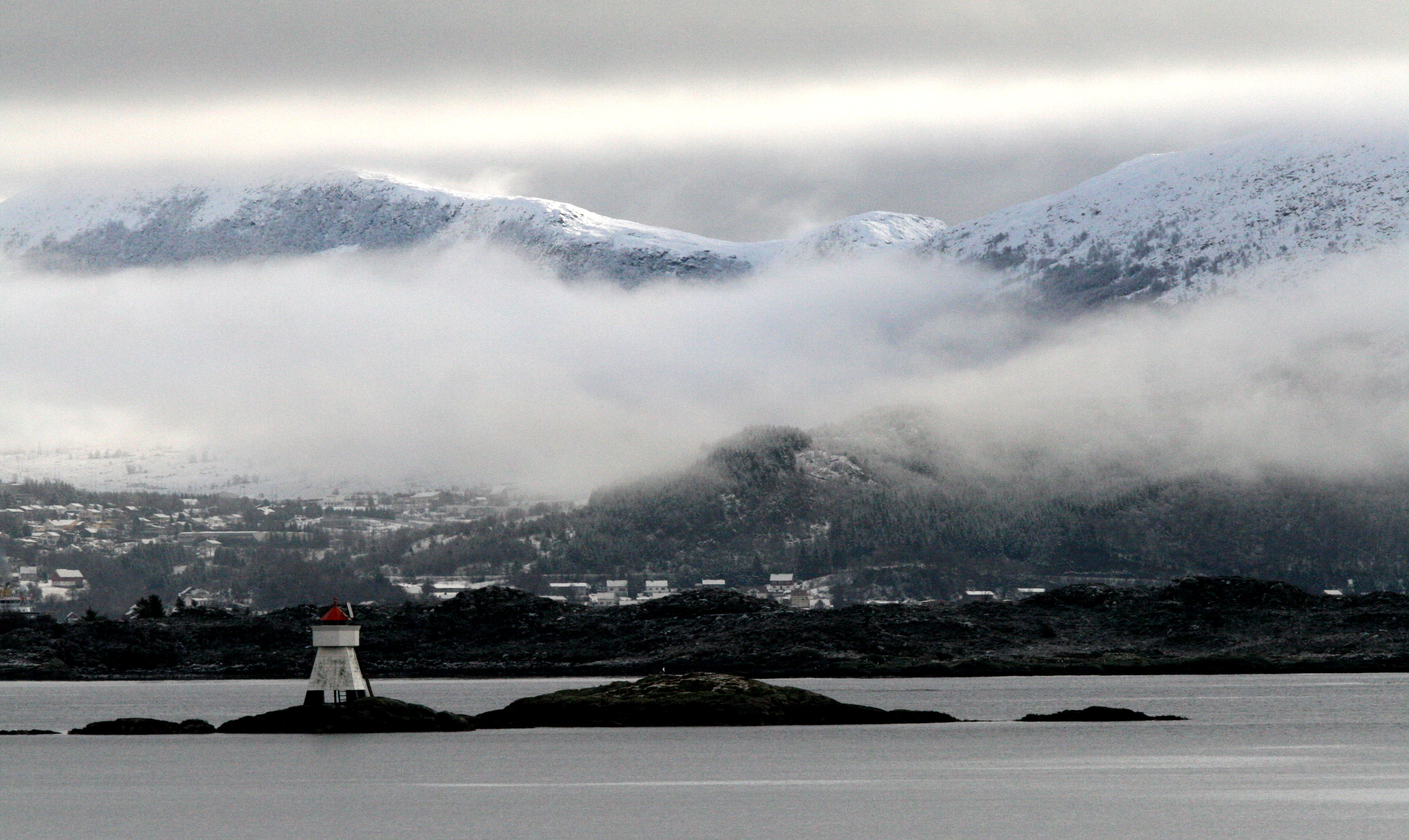
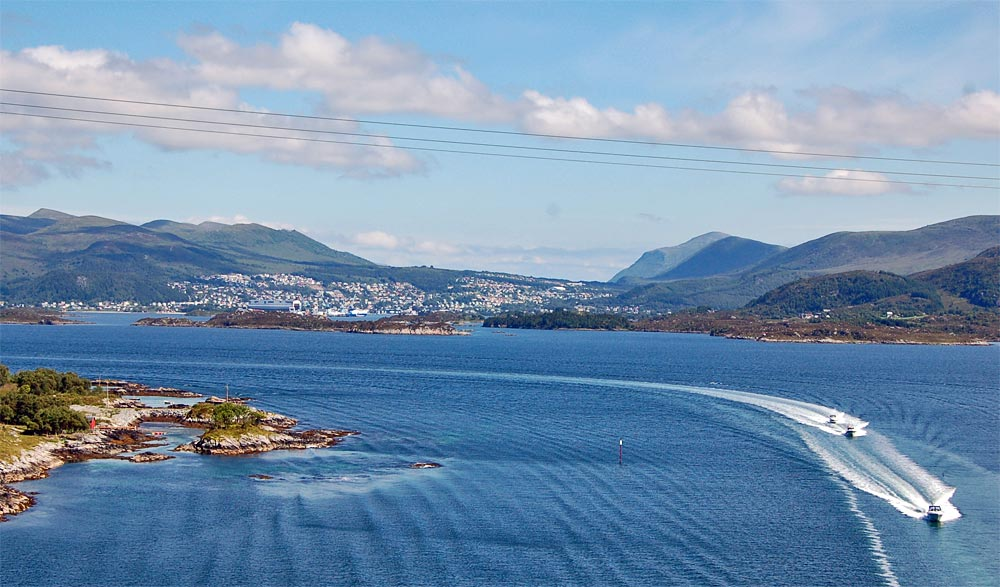